# Charlotte Lembach
Charlotte Lembach (Estrasburgo, 1 de abril de 1988) es una deportista francesa que compite en esgrima, especialista en la modalidad de sable.
Participó en dos Juegos Olímpicos de Verano, obteniendo una medalla de plata en Tokio 2020, en la prueba por equipos (junto con Sara Balzer, Manon Brunet y Cécilia Berder), y el octavo lugar en Río de Janeiro 2016, en la misma prueba.
Ganó cuatro medallas en el Campeonato Mundial de Esgrima entre los años 2014 y 2019, y ocho medallas en el Campeonato Europeo de Esgrima entre los años 2014 y 2019.

## Palmarés internacional
| Juegos Olímpicos   | Juegos Olímpicos      | Juegos Olímpicos  | Juegos Olímpicos  |
| Año                | Lugar                 | Medalla           | Prueba            |
| ------------------ | --------------------- | ----------------- | ----------------- |
| 2020               | Tokio (Japón)         | Medalla de plata  | Sable por equipos |
| Campeonato Mundial |                       |                   |                   |
| Año                | Lugar                 | Medalla           | Prueba            |
| 2014               | Kazán (Rusia)         | Medalla de plata  | Sable por equipos |
| 2017               | Leipzig (Alemania)    | Medalla de bronce | Sable por equipos |
| 2018               | Wuxi (China)          | Medalla de oro    | Sable por equipos |
| 2019               | Budapest (Hungría)    | Medalla de plata  | Sable por equipos |
| Campeonato Europeo |                       |                   |                   |
| Año                | Lugar                 | Medalla           | Prueba            |
| 2014               | Estrasburgo (Francia) | Medalla de plata  | Sable por equipos |
| 2015               | Montreux (Suiza)      | Medalla de plata  | Sable individual  |
| 2015               | Montreux (Suiza)      | Medalla de plata  | Sable por equipos |
| 2016               | Toruń (Polonia)       | Medalla de plata  | Sable por equipos |
| 2016               | Toruń (Polonia)       | Medalla de bronce | Sable individual  |
| 2017               | Tiflis (Georgia)      | Medalla de bronce | Sable por equipos |
| 2018               | Novi Sad (Serbia)     | Medalla de bronce | Sable por equipos |
| 2019               | Düsseldorf (Alemania) | Medalla de bronce | Sable por equipos |